# Gonneville-en-Auge
Gonneville-en-Auge település Franciaországban, Calvados megyében. Lakosainak száma 392 fő (2022. január 1.). Gonneville-en-Auge Bavent, Bréville-les-Monts, Merville-Franceville-Plage és Varaville községekkel határos.

## Népesség
A település népességének változása:
| Lakosok száma | 239  | 254  | 310  | 401  | 424  | 400  | 392  | 390  | 389  | 392  |
|               | 1968 | 1982 | 1990 | 2006 | 2013 | 2015 | 2017 | 2019 | 2020 | 2022 |